# Hyloxalus exasperatus
Hyloxalus exasperatus – gatunek płaza bezogonowego z rodziny drzewołazowatych (Dendrobatidae).

## Występowanie
Podobnie, jak Hyloxalus awa, Hyloxalus exasperatus jest gatunkiem endemicznym występującym tylko na terenie Ekwadoru. Żyje na wschodnich stokach Andów w prowincji Morona Santiago (południowo-wschodni Ekwador). Raportowana przez Colomę w 1995 roku subpopulacja z prowincji Pastaza okazała się reprezentować inny gatunek.
Zamieszkuje tropikalne wilgotne lasy górskie i lasy mgliste. Osobniki należące do tego gatunku stwierdzano na wysokości od 1008 do 1624 metrów nad poziomem morza.

## Rozród
Samica prawdopodobnie składa jaja na lądzie, zaś wyklute kijanki samiec przenosi do strumienia, gdzie następuje dalszy ich rozwój i przeobrażenie.

## Status zagrożenia
W Czerwonej księdze gatunków zagrożonych IUCN Hyloxalus exasperatus od 2023 roku klasyfikowany jest jako gatunek krytycznie zagrożony (CR, ang. Critically Endangered); wcześniej, od 2004 roku uznawano go za gatunek niedostatecznie rozpoznany (DD, ang. Data Deficient). Płaz ten być może już wymarł, bowiem po raz ostatni obserwowano go w 1984 roku. Nawet jeśli przetrwał, to jego liczebność nie przekracza 250 dorosłych osobników. Do zagrożeń dla gatunku należy niszczenie i degradacja siedlisk w wyniku rozwoju rolnictwa, pozyskiwania drewna i szeroko zakrojonych projektów wydobycia miedzi i złota.